# Осада Гюнингена (1796—1797)
Осада Гюнингена (нем. Hüningen) — военная операция, проходившая во время войны Первой коалиции в эпоху французских революционных войн и продолжавшаяся с 26 октября 1796 года по 5 февраля 1797 года. 
В 1796 году армия генерала Моро, отступившая из Германии, переправилась через Рейн в Гюнингене. Затем она направилась в Страсбург. Защита тет-де-пона в Гюнингене была поручена артиллерийскому генералу Жану-Шарлю Аббатуччи. Ему было приказано построить демилюн, чтобы усилить существующее укрепление. Мост через Рейн был разрушен позади отступивших французов, и был построен мост из лодок, чтобы соединить плацдарм с городом на западном берегу.
26 октября подошли австрийцы принца Фюрстенберга (13 батальонов и 12 эскадронов с артиллерийским и инженерными парками). Первые подступы были окончены к 4 ноября, и с этого момента начался артиллерийский обстрел, интенсивно поддерживавшийся всё время осады. 
24 ноября Фюрстенберг предложил капитуляцию, но Аббатуччи отказался сдать плацдарм. Тогда австрийцы решили прервать сообщение тет-де-пона с крепостью, для чего построили батарею для обстреливания понтонного моста. С 26-го батарея стала обстреливать мост, и к 28 ноября он был разбит; 20 его лодок унесло течением. Таким образом, войска, осаждённые на плацдарме, были отрезаны от города. Вторичное требование сдачи не имело успеха. 
В ночь на 30 ноября австрийцы внезапно бросились на штурм. 8 тысяч двигались тремя колоннами: первая на левый фланг горнверка, вторая атаковала демилюн с горжи и быстро им овладела и, наконец, третья двинулась на правый фланг горнверка, но заблудилась. Это дало время гарнизону под личным командованием Аббатуччи остановить первую колонну ружейным и артиллерийским огнем. Фюрстенберг, задержанный во рвах и не видя своей третьей колонны, решает снова начать штурм, но и этот штурм был отбит после отчаянной борьбы, во время которой артиллеристы бросали бомбы руками в ров, а генерал Аббатуччи во главе роты гренадер дважды штыками выгонял австрийцев из демилюна. Он был смертельно ранен и умер вечером со 2-го на 3-е декабря. Его сменил дивизионный генерал Жорж Жозеф Дюфур. 

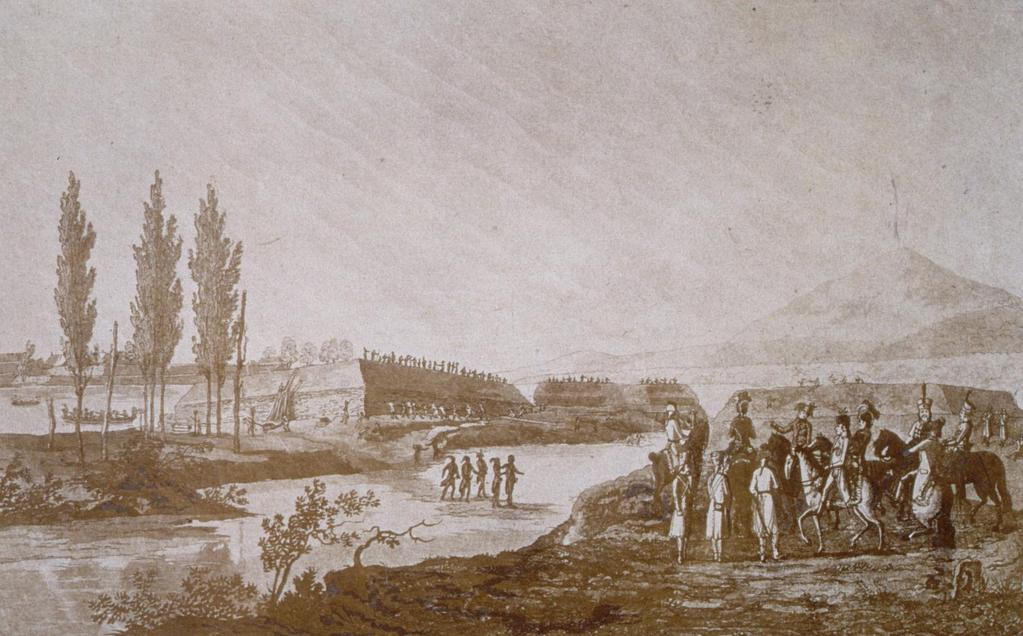
Эрцгерцог Карл осматривает тет-де-пон 2 февраля 1797 г.

В период с 9 по 14 января австрийцы усовершенствовали свои земляные укрепления, а позже, после успешного завершения осады Келя, пополнили свои батареи девятью орудиями крупного калибра и несколькими тысячами человек. Батареи под названием «Карл и Елизавета», опоясывающие крепость ниже по течению, засыпали плацдарм ядрами и снарядами, разрушая понтоны, соединявшие островные укрепления с материком с обеих сторон. Австрийцы продолжали расширять свои окопы и редуты, создавая земляные валы вдоль швейцарской границы. Австрийцы теперь были у подножия гласиса. 
Несмотря на зимний холод и лишения, гарнизон не падал духом и провёл удачную вылазку, которая заставила австрийцев в ночь на 29 января снова отойти к первой параллели. Ночью 31 января Дюфур провёл ещё одну вылазку. Обороняющемуся удалось разрушить несколько батарей, захватить две пушки, заклепать другие и разрушить подступы.
В полдень 1 февраля 1797 года, когда после прибытия эрцгерцога Карла австрийцы готовились к штурму плацдарма, Дюфур упредил атаку и предложил капитуляцию на почётных условиях. Капитуляция была заключена: 3-го февраля французы сдали демилюн, а 5-го тет-де-пон. 
Гарнизон ушёл на французскую территорию. В результате австрийцы уничтожили последний французский плацдарм на восточном берегу верхнего Рейна.